# Lucy Parsons

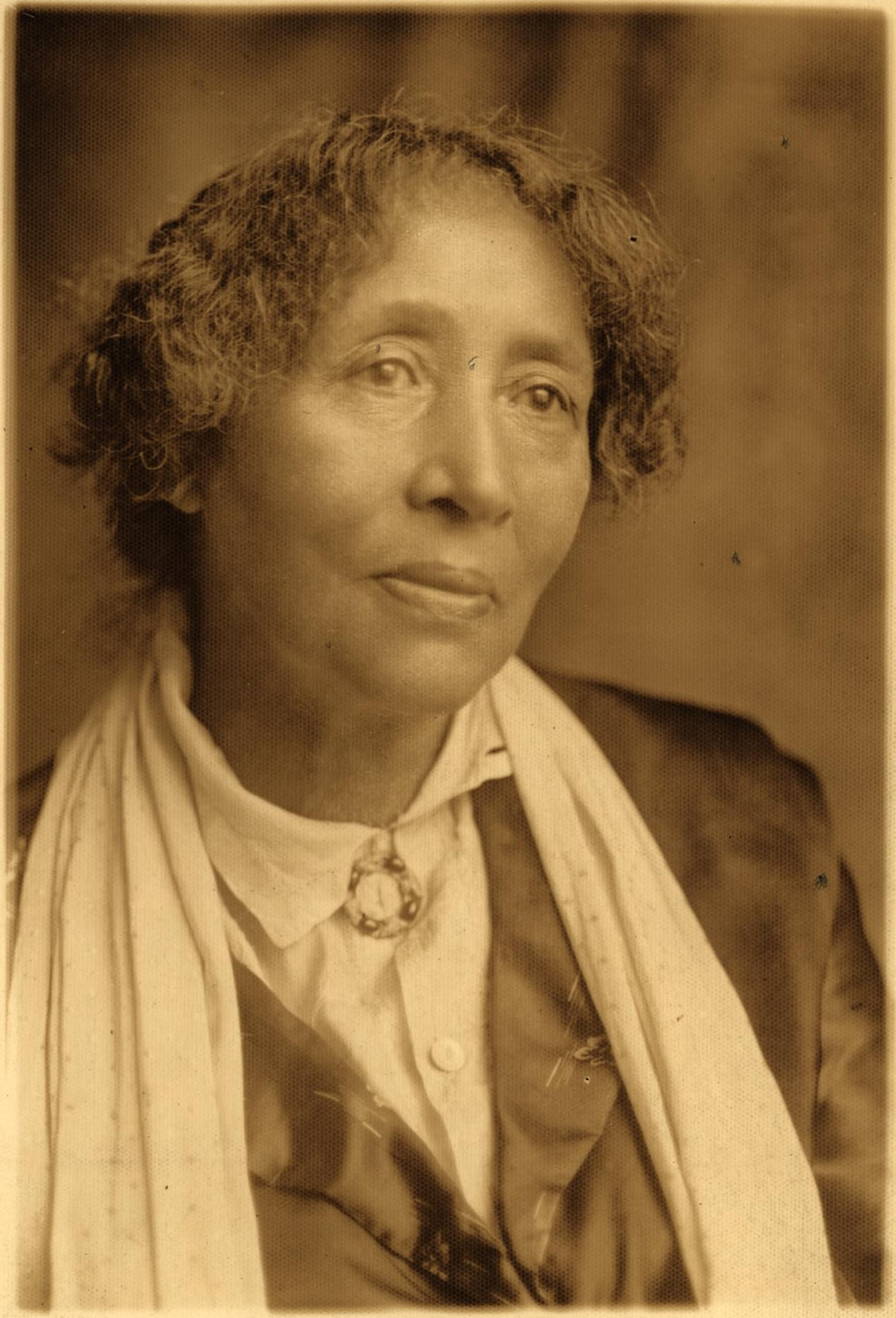
Parsons 1920

Lucy Eldine Gonzalez Parsons, auch Lucia Gonzalez (1851 in Virgina – 7. März 1942) war eine US-amerikanische, führende Persönlichkeit der US-amerikanischen Arbeiterbewegung, radikale Sozialistin und Anarchokommunistin. Sie war als starke Rednerin bekannt. Parsons kam nach ihrer Heirat mit dem Zeitungsredakteur Albert Parsons zur radikalen Bewegung und zog mit ihm von Texas nach Chicago. Dort beteiligte sie sich an der Zeitung The Alarm, als dessen Redakteur Albert bekannt wurde. Nach der Hinrichtung ihres Gatten im Jahr 1887 in Verbindung mit dem Haymarket-Massaker blieb Parsons als Gründerin der Industrial Workers of the World und Mitglied anderer politischer Organisationen eine führende, radikale Aktivistin.

## Biographie

### Frühzeit
Lucy Parsons Wurzeln sind unklar und sie erzählte unterschiedliche Geschichten über ihre Herkunft, was die Unterscheidung von Tatsachen und Legenden erschwert. Obwohl sie jegliche afrikanische Wurzeln bestritt und nur nordamerikanische und mexikanische Abstammung behauptete, war sie die Tochter eines weißen Vaters (der vermutlich Sklavenhalter war) und einer versklavten Schwarzen Mutter. Diese Mutter, Charlotte, wurde 1863 gemeinsam mit einer weiteren Frau, Jane, ihrer Tochter Lucia und ihrem Sohn aus Virginia nach Texas verschleppt. Weil ihre Mutter im Haushalt arbeiten musste, lernte auch Lucia das Kochen und Nähen und musste vermutlich nicht auf den Feldern der Plantage arbeiten. Nach dem Ende des amerikanischen Bürgerkriegs floh Charlotte mit ihrer Familie vor der zunehmenden Gewalt gegen Schwarze im ländlichen Texas in die Stadt Waco. Charlotte heiratete dort Charlie Carter, einen Freigelassenen, dessen Nachname sie und ihre Kinder annahmen. Lucia könnte vor 1871 mit Oliver Benton (der zuvor Oliver Gathings hieß, aber den Namen seines vorherigen Sklavenhalters ablegte) verheiratet gewesen sein und hatte möglicherweise ein Kind mit ihm. Benton bezahlte auch die Gebühren für den Schulbesuch seiner Frau. 1871 heiratete sie den ehemaligen Konföderierten-Soldaten Albert Parsons. Aufgrund intoleranter Reaktionen auf ihre Mischehe waren sie gezwungen, aus Texas nach Norden zu fliehen. Auf der Flucht änderte sie ihren Vornamen von Lucia zu Lucy. Sie siedelten sich in Chicago, Illinois an.

## Laufbahn als Aktivistin
Parsons und ihr Mann waren zu einflussreichen anarchistischen Organisatoren hauptsächlich in der Arbeiterbewegung des späten 19. Jahrhunderts geworden und wurden von der Chicagoer Polizeibehörde in den 1920ern als „gefährlicher als tausend Randalierer“ beschrieben. Sie beteiligten sich auch an umstürzlerischem Aktivismus im Namen politischer Gefangener, marginalisierter Ethnien, Obdachloser und Frauen. Sie begann für The Socialist und The Alarm zu schreiben, das Blatt der International Working People's Association (IWPA, „Internationale Vereinigung arbeitender Leute“), welche sie 1883 mit Parsons und anderen gründete. Ihr Mann, der sich stark für den Achtstundentag eingesetzt hatte, wurde 1886 durch den Staat Illinois festgenommen, verurteilt und am 11. November 1887 hingerichtet, da er sich am Haymarket-Aufstand beteiligt haben sollte, einem Ereignis, das von den Behörden als politisches Komplott betrachtet wurde und für den Beginn der Erster-Mai-Demonstrationen steht.
Parsons wurde eingeladen, für das französische anarchistische Blatt Les Temps Nouveaux zu schreiben, und hielt 1888 während eines Besuchs in Großbritannien Reden mit William Morris und Peter Kropotkin.
1892 veröffentlichte sie kurzzeitig die Zeitschrift Freedom: A Revolutionary Anarchist-Communist Monthly. Sie wurde oft wegen öffentlicher Reden oder der Verteilung anarchistischer Literatur festgenommen. Während sie weiterhin die anarchistische Sache vertrat, kam sie in ideologischen Konflikt mit einigen ihrer Zeitgenossen, darunter Emma Goldman, da sie sich, anstatt auf Geschlechterfragen, auf Klassenpolitik konzentrierte.

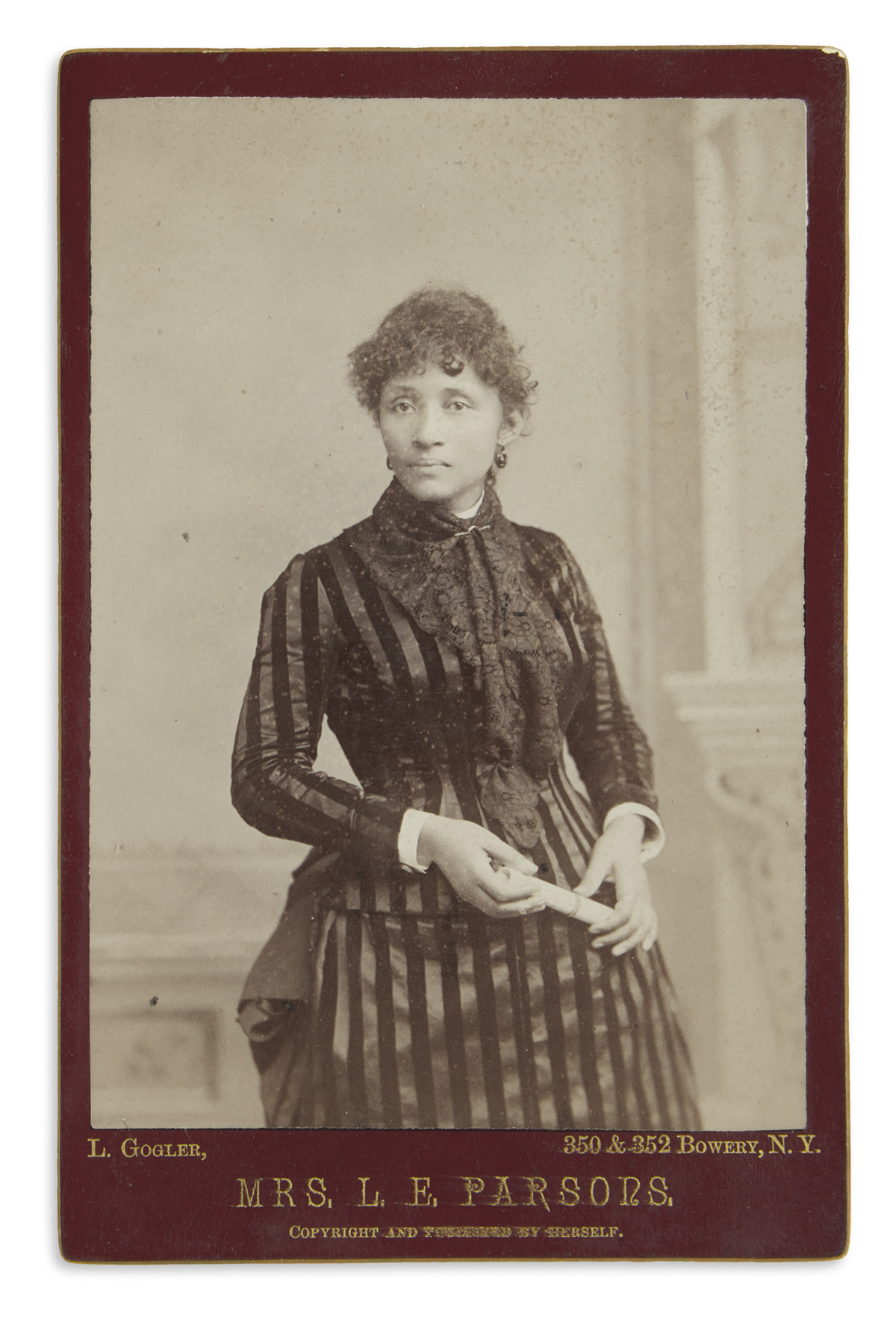
Fotografie von 1886

1905 beteiligte sie sich an der Gründung der Industrial Workers of the World (IWW) und begann als Redakteurin der anarchistischen Zeitung The Liberator, welche die IWW in Chicago unterstützte. Lucys Fokus verlagerte sich zu Klassenkampf in Verbindung mit Armut und Arbeitslosigkeit und sie organisierte die Chicagoer Hungerdemonstrationen im Januar 1915, was die American Federation of Labor, die Sozialistische Partei und Jane Addams Hull House zur Teilnahme an einer riesigen Demonstration am 12. Januar bewegte. Parsons wurde auch mit dem Ausspruch zitiert: „Meine Auffassung des zukünftigen Kampfes ist nicht zu streiken und rauszugehen und zu hungern, sondern zu streiken und drinnenzubleiben und sich die Produktionsmittel anzueignen.“ Parsons sah die Sitzstreiks in den USA und spätere Fabrikübernahmen durch Arbeiter in Argentinien voraus.
1925 begann sie, mit dem Nationalen Komitee des Internationalen Arbeiter-Schutzes (International Labor Defense, ILD, U.S.-Ableger der IRH) 1927 zusammenzuarbeiten, einer kommunistisch geführten Organisation, die Arbeiteraktivisten und widerrechtlich angeklagte Afroamerikaner wie die Scottsboro Boys und Angelo Herndon verteidigte. Wenngleich in fast allen biographischen Berichten erwähnt wird (einschließlich derer des Lucy Parsons Center, der IWW und von Joe Knowles), dass Parsons 1939 der Kommunistischen Partei beigetreten war, gibt es gewisse Zweifel, besonders in Gale Ahrens’ Aufsatz „Lucy Parsons: Mystery Revolutionist, More Dangerous Than A Thousand Rioters“, welcher sich in dem Sammelband Lucy Parsons: Freedom, Equality, Solidarity: Writings and Speeches, 1878–1937 („Lucy Parsons: Freiheit, Gleichheit und Solidarität: Schriften und Reden“) findet. In diesem Band weist Ahrens auch darauf hin, dass der Todesnachruf der Kommunistischen Partei sie nicht als Mitglied bezeichnete.

## Konflikt mit Emma Goldman

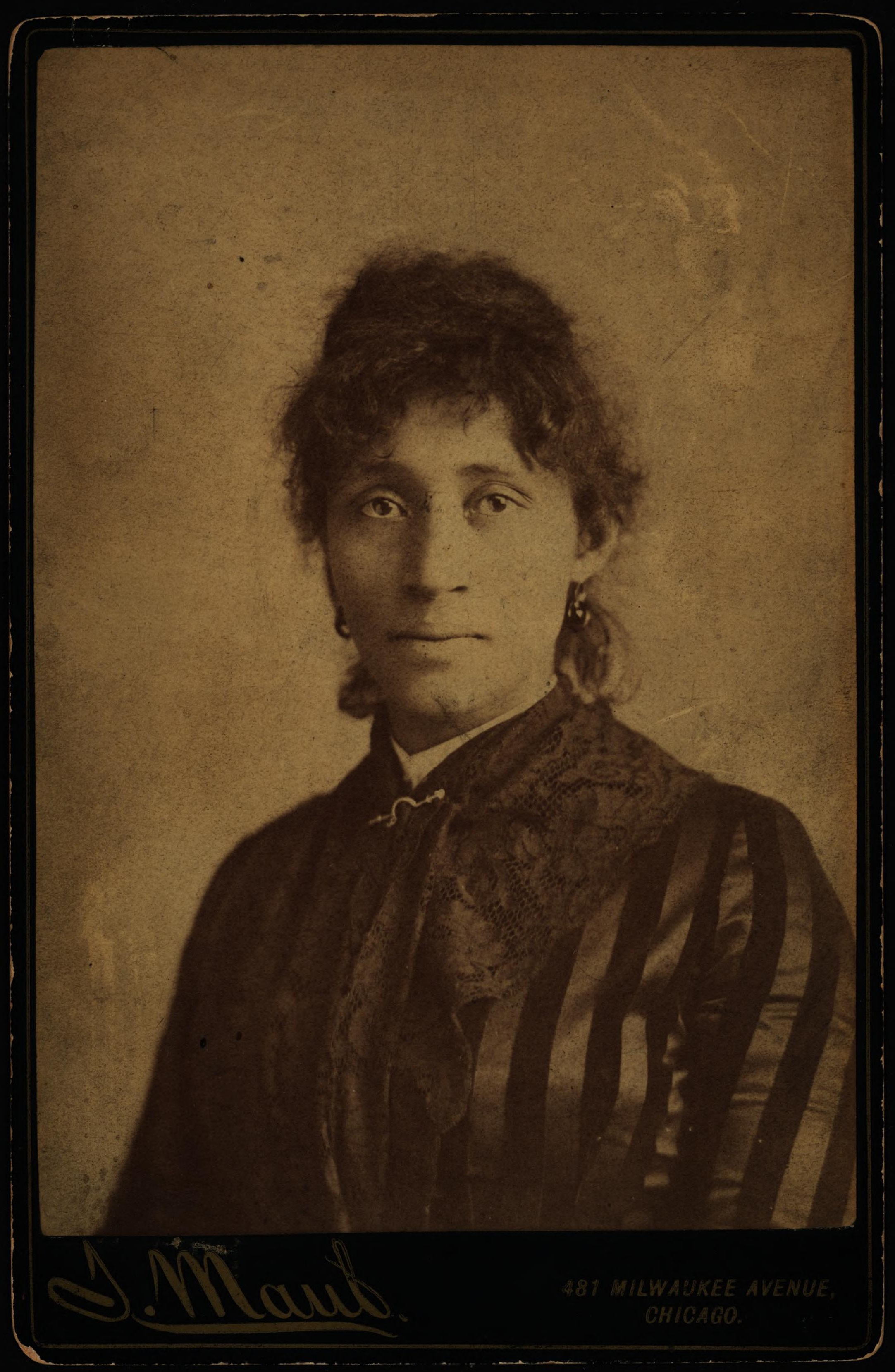

Emma Goldman und Lucy Parsons standen für verschiedene Generationen des Anarchismus. Dies führte zu ideologischen und persönlichen Konflikten. Carolyn Ashbaugh hat die Differenzen im Detail erklärt:

“Lucy Parsons' feminism, which analyzed women's oppression as a function of capitalism, was founded on working class values. Emma Goldman’s feminism took on an abstract character of freedom for women in all things, in all times, and in all places; her feminism became separate from its working class origins. Goldman represented the feminism being advocated in the anarchist movement of the 1890s [and after]. The intellectual anarchists questioned Lucy Parsons about her attitudes on the women's question.”

„Lucy Parsons’ Feminismus, der die Unterdrückung von Frauen als eine Auswirkung des Kapitalismus auffasste, gründete auf Werten der Arbeiterklasse. Emma Goldmans Feminismus nahm eine abstraktere Beschaffenheit der Freiheit von Frauen in allen Belangen, Zeiten und Orten an. Ihr Feminismus trennte sich von seiner Verwurzelung in der Arbeiterklasse. Goldman stand für den in der anarchistischen Bewegung der 1890er Jahre [und danach] vertretenen Feminismus. Die intellektuellen Anarchisten hinterfragten Lucy Parsons’ Haltung zur Frauenfrage.“

Nachdem Captain Mahoney (von der Polizeibehörde der Stadt New York) 1908 einen von Goldmans Vorträgen in Chicago gesprengt hatte, gab es Schlagzeilen, dass jeder prominente Anarchist zu dem Spektakel gekommen sei, „einzig unter Ausnahme von Lucy Parsons, mit der Emma Goldman nicht auf bestem Fuße steht“. Goldman begründete ihre Abwesenheit mit der Unterstützung von Frank Harris’ Buch The Bomb, einer großteils erfundenen Darstellung des Haymarket-Massakers und dem Weg zur Hinrichtung seiner Märtyrer. (Parsons hatte The Famous Speeches of the Haymarket Martyrs veröffentlicht, eine wahrheitsgetreue Wiedergabe der Reden der Haymarket-Märtyrer vor Gericht aus erster Hand.)
Parsons widmete sich ausschließlich der Befreiung der Arbeiterklasse und verurteilte Goldman dafür, „sich an großes Mittelschichtpublikum zu wenden“. Goldman beschuldigte Parsons, auf dem Märtyrertum ihres Mannes zu schwimmen. „Zweifellos schwang zwischen den beiden Frauen ein Konkurrenzdenken mit. Allgemein zog Emma das Rampenlicht vor“, schrieb Candace Falk (Love, Anarchy, and Emma Goldman – „Liebe, Anarchie und Emma Goldman“). Goldman gedachte, ihren Platz im Rampenlicht als gefeierte US-amerikanische Anarchistin zu behalten, indem sie gewagte sexuelle und Verwandtschaftsthemen „zum Mittelpunkt einer andauernden Debatte unter Anarchisten über die relative Wichtigkeit solcher persönlicher Belange“ machte.
Parsons schrieb in The Firebrand: „Herr [Oscar] Rotter [ein Verfechter Freier Liebe] versucht das widerliche ‚Vielfalts‘-Gewäsch auszugraben und der schönen erblühenden Knospe der Befreiung der Arbeiter von der Lohnsklaverei anzuheften und sie als ein und dasselbe zu bezeichnen. Vielfalt in sexuellen Beziehungen und ökonomische Freiheit haben nichts miteinander zu tun.“ Goldman erwiderte:

“The success of the meeting was unfortunately weakened by Lucy Parsons who, instead of condemning the unjustified Comstock attacks and arrest of anarchists… took a stand against the editor of the Firebrand, [Henry] Addis, because he tolerated articles about free love… Apart from the fact that anarchism not only teaches freedom from the economic and political areas, but also in social and sexual life, L. Parsons has the least cause to object to treatises on free love… I spoke after Parsons and had a hard time changing the unpleasant mood that her remarks elicited, and I also succeeded in gaining the sympathy and the material support of the people present…”

„Der Erfolg des Treffens wurde unglücklicherweise durch Lucy Parsons geschmälert, welche anstatt die ungerechtfertigten Comstock-Angriffe und Verhaftungen von Anarchisten zu verurteilen, den Redakteur Addis der Firebrand angriff, da er Artikel zu Freier Liebe zuließ... Neben der Tatsache, dass Anarchismus nicht nur Freiheit in ökonomischer und politischer Hinsicht lehrt, sondern auch im gesellschaftlichen und sexuellen Leben, hat L. Parsons wenig Anlass, Abhandlungen zu Freier Liebe abzulehnen... Ich redete nach Parsons und hatte es schwer, die unangenehme Stimmung zu verändern, die ihre Bemerkungen hervorgerufen hatten, und ich schaffte es auch, die Sympathie und die materielle Unterstützung der Anwesenden zu erlangen...“

Parsons entgegnete: „Die Grenze wird scharf gezogen werden bei Personen, welche niemand erleuchten und unendlich mehr schaden als nutzen.“
Goldman erwähnte in ihrer Autobiographie Living My Life kurz die Anwesenheit von „Frau Lucy Parsons, Witwe unseres als Märtyrer gestorbenen Albert Parsons“ bei einer Arbeiterversammlung in Chicago und vermerkte, dass sie „sich aktiv am Geschehen beteiligte“. Später bescheinigte Goldman Albert Parsons, ein Sozialist und Anarchist geworden zu sein, und rühmte ihn weiterhin dafür, „eine junge Mulattin geheiratet“ zu haben; Lucy Parsons wurde nicht weiter erwähnt.

## Tod
Parsons hielt bis in ihre 80er Jahre weiterhin flammende Reden auf dem Chicagoer Bughouse Square, wo sie Studs Terkel beeindruckte. Einer ihrer letzten Auftritte war beim International Harvester im Februar 1941.
Parsons starb am 7. März 1942 bei einem Hausbrand in der Avondale Community Area von Chicago. Ihr Liebhaber George Markstall verstarb am nächsten Tag an den Verletzungen, die er erlitten hatte, als er sie zu retten versuchte. Es wurde ein Alter von 89 Jahren angenommen. Nach ihrem Tod beschlagnahmte die Polizei ihre Bibliothek von über 1.500 Büchern und all ihre persönlichen Schriftstücke. Sie ist nahe ihrem Mann auf dem Waldheim-Friedhof nahe dem Haymarket-Denkmal (heute Forest Home Cemetery) in Forest Park, Illinois (damals Teil der Stadt Chicago) begraben.

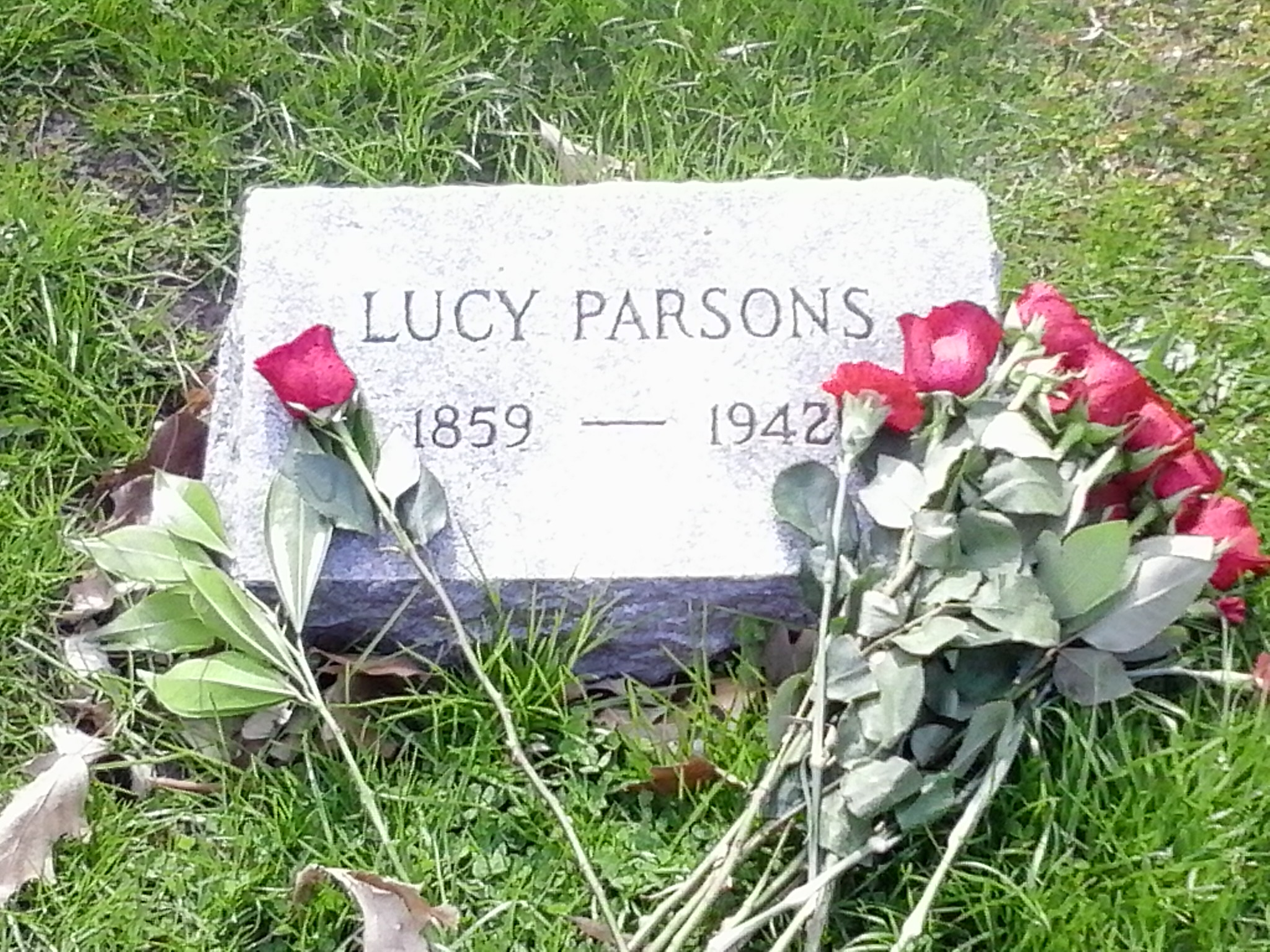
Grab auf dem Forest-Home-Friedhof, Forest Park, Ill., aufgenommen am 1. Mai 2015

Am 15. Oktober 2015 wurde bei einer Auktion in England ein Exemplar von William Morris’ Signs of Change: Seven Lectures Delivered on Various Occasions verkauft. Es trug die Inschrift „Für Lucy E Parsons von William Morris, 15. November 1888“, einen Stempel „Surplus Library of Congress Duplicate“ („Überflüssiges Doppelexemplar der Kongressbibliothek“) und einige Seiten zeigten Spuren von Beschädigungen durch Rauch.

## Vermächtnis, Würdigungen und Denkmäler
1970 wurde in Boston, Massachusetts, das Lucy-Parsons-Zentrum gegründet. Es besteht seither als kollektiv betriebener, radikaler Buchladen und Infoladen.
Der 1989 veröffentlichte, von Ruth Dunlap Bartlett (auch bekannt als Helena Stevens) gedrehte und produzierte Kurzfilm Lucy Parsons Meets William Morris: A Hidden History erzählt eine auf Lucy Parsons London-Besuch 1888 basierende Geschichte.
2004 benannte die Stadt Chicago einen Park nach Lucy Parsons.
Am 16. Juli 2007 kam in einer Episode der PBS-Fernsehserie History Detectives ein Buch vor, das angeblich Lucy Parsons gehört hatte. Es handelte sich um eine Ausgabe einer Biographie des Lebens und Gerichtsprozesses von Albert Parsons Mitangeklagtem August Spies, die Parsons wahrscheinlich zum Zweck der Geldakquise zur Verhinderung der Hinrichtung ihres Mannes verlegt hatte. Der Abschnitt lieferte auch Hintergrundinformationen zu Parsons Leben und dem Haymarket-Massaker.
2016 veröffentlichte die Zeitschrift The Nation im Internet einen kostenlosen Kurzfilm von Animator Kelly Gallagher namens „More Dangerous Than a Thousand Rioters: The Revolutionary Life of Lucy Parsons“ über Lucy Parsons.
Ein Kinofilm über Lucy Parsons, Albert Parsons und die Anarchisten von Chicago ist in Arbeit.

## Werke
- „A Word to Tramps“, The Alarm, Band 1, Nummer 1 (4. Oktober 1884), S. 1.
- „An Interview With Lucy Parsons on the Prospects for Anarchism in America“, St. Louis Post-Dispatch, Band 37, Nummer 95 (21. Oktober 1886), S. 4.